# Katachrese
Die Katachrese [kataˈçʁeːzə] (altgriechisch κατάχρησις katáchrēsis „Missbrauch, Gebrauch über Gebühr“) bezeichnet eine rhetorische Figur mit bewegter Begriffsgeschichte und unterschiedlichen Bedeutungen. Als „tote“, „konventionalisierte“ oder „lexikalisierte Metapher“ bezeichnete sie ursprünglich den uneigentlichen Gebrauch eines Wortes für einen zuvor nicht benannten Sachverhalt, der auf diese Weise eine sprachliche Leerstelle schließt und sich mit der Zeit einbürgerte, also habitualisiert und nicht mehr als Metapher wahrgenommen wurde. Mittlerweile bezeichnet der Ausdruck vorwiegend das phraseologische Phänomen des Bildbruchs, der durch die Verbindung mehrerer, zuweilen semantisch unstimmiger oder widersprüchlicher sprachlicher Bilder in einer zusammengehörigen Texteinheit entsteht. Schließlich wurde die Katachrese auch vereinzelt als Bezeichnung für die Verknüpfung komplexer Sachverhalte mit einem Bild herangezogen.

## Begriffs- und Forschungsgeschichte
Die Katachrese als rhetorischer Tropus ist bereits seit der Antike bekannt. Bei den altgriechischen Rhetorikern taucht sie als altgriechisch κατάχρησις auf, der lateinischen Rhetorik war sie insbesondere bei Marcus Tullius Cicero und Quintilian als abusio bekannt. Beide Bezeichnungen lassen sich mit „Missbrauch“ übersetzen. Erstmals beschrieben wird das Phänomen bei Aristoteles, der es allerdings noch unter die Metaphern einordnet und nicht als eigenständige Trope anerkennt. Nichtsdestoweniger wird ihm von Cicero die erstmalige Verwendung des Ausdrucks katáchrēsis zugeschrieben. Die erste ausführliche Definition des Phänomens als eigenständige Trope findet sich bei Cicero, der die abusio beziehungsweise die Katachrese als missbräuchliche Metapher neben der tralata als übertragender und der mutata als verändernder oder vertauschender Metapher zu den drei rhetorischen Tropen des mittleren Redestils zählt. Diese missbräuchliche Metapher ist bei Cicero einem sprachlichen Mangel geschuldet und wird also dort verwendet, wo für einen Sachverhalt noch keine eigentliche Bezeichnung existiert. Dies unterscheidet sie von der übertragenden Metapher, die einen eigentlichen Ausdruck durch einen uneigentlichen ersetzt, beispielsweise „ut cum minutum dicimus animum pro parvo“. Anders definiert Quintilianus die Katachrese in seiner Institutio oratoria: Während sich Cicero in seiner Definition durchaus auf den Aspekt des Ästhetischen in der Sprache bezieht, so benennt Quntilianus die Abwesenheit eines eigentlichen Ausdrucks als einziges Bestimmungskriterium. Hier heißt es: „Um Katachrese handelt es sich da, wo eine Benennung fehlte, um Metapher, wo sie eine andere war.“ Bernd Steinbrink und Gert Ueding fassen dies folgendermaßen zusammen: „Die Katachrese ist also der Tropus, der die Bezeichnung für Dinge, die keine eigene Benennung haben, dem anpasst, was dem Gemeinten am nächsten liegt.“ In der bisher zur Katachrese erschienenen Forschungsliteratur werden dafür üblicherweise die aristotelischen Beispiele „Lebensabend“ und „Zeitvertreib“ bemüht, „Lebensabend“ als Metapher für den eigentlichen Ausdruck des „Alters“ und „Zeitvertreib“ als katachrestischer (paläonymer) Ausdruck für einen Sachverhalt ohne eigentliche Bezeichnung. Der spätere Gebrauch des Begriffs der Katachrese erschwert eine eindeutige Definition zusätzlich, weil er sich immer seltener auf die Ebene der Wortbildung bezog und immer häufiger auf die textphraseologische, also sowohl die Füllung sprachlicher Leerstellen als auch Bildbrüche als katachrestisch bezeichnete, weshalb Rhetorikhandbücher die Katachrese heutzutage größtenteils als Stilblüte zurückweisen.

## Konventionalisierte Metapher, Exmetapher
Katachrese ist die Bezeichnung für den Gebrauch eines Wortes, das eine sprachliche Lücke schließt und wie eine verblasste Metapher nicht mehr als solche wahrgenommen wird. Sie dient damit häufig der Benennung neuartiger Gegenstände bzw. der Bildung fehlender Begriffsbezeichnungen.
Beispiele
- Tisch-Bein[8]
- Fluss-Bett[8]
- Tal-Sohle[8]
- Schlüssel-Bart[7]
- Buch-Rücken

## Bildbruch
Ferner ist Katachrese die Bezeichnung für eine semantisch unstimmige, zuweilen widersprüchliche Verbindung mehrerer sprachlicher Bilder in einer Texteinheit. In der Antike war dies ein übliches Mittel, um Komik zu erzeugen. Heute wird dieses Stilmittel eher selten eingesetzt. Beispiele für die Katachrese als komisches Stilmittel findet man unter anderem bei dem österreichischen Schriftsteller Johann Nestroy oder den zeitgenössischen deutschen Kabarettisten Piet Klocke und Johann König.
Geschieht eine Katachrese ungewollt (z. B. durch den Prozess des Versprechens als Kombination aus zwei oder mehreren Redensarten), so betrachtet man sie hingegen als eher peinlichen oder komischen Stilfehler.
Beispiele
- Auch ein blindes Huhn legt mal ein Ei.
- Da hast du mir aber eine Made in den Speck gesetzt.
- Danach kräht heute kein Arsch mehr.
- Da platzt einem die Hutschnur.
- Das habe ich mit eigenem Fleisch und Blut erlebt.
- Das ist aber nicht so ganz das Wahre vom Ei.
- Das ist das Holz, aus dem Waschlappen gemacht sind.
- Das ist der Funke, der das Fass zum Überlaufen bringt.
- Das setzt dem Fass die Krone auf! oder Das schlägt dem Fass die Krone ins Gesicht!
- Der Zahn der Zeit, der schon so viele Tränen getrocknet hat, wird auch über diese Wunde Gras wachsen lassen.
- Es ist erfreulich, daß die politischen Extremitäten in Deutschland keinen Fuß fassen konnten. (Ludwig Erhard)
- Ich zeige dir, wo die Harke hängt.
- Es sind nicht die hellsten Kerzen, die am lautesten schreien.
- Jemanden hinters Ohr führen.
- Reinen Tisch einschenken.
- Ein heikles Eisen ansprechen.
- Schuster, bleib bei deinen Äpfeln!
- Wenn alle Stricke reißen, hänge ich mich auf![8]
- Wenn einem das Wasser bis zum Hals steht, darf man den Kopf nicht hängen lassen.
- Wir ziehen alle am selben Boot.
- Dem Tod von der Klippe springen.
- Sich auf dem Holzdampfer befinden.
- Ich möchte hier keinen Streit vom Zaun treten.
- Auf keinen grünen Nenner kommen
- Etwas jemand anderem unter die Schuhe kehren.
- Das ist ein zweigleisiges Schwert.
- Die Vision einer atomwaffenfreien Welt war in aller Munde.[9]
- Wegen der Produktinformationsblätter von Frau Ministerin Aigner werden die Finanzhaie nun wirklich keine zitternden Knie bekommen.[10]

Weitere Beispiele sind im Lied „Die Katachrese“ zu finden, dessen Text ausschließlich aus über 150 falsch verwendeten Redewendungen besteht.

## Verknüpfung eines komplexen Sachverhaltes mit einem Bild
Der Literaturwissenschaftler Jürgen Link hält die Katachrese hingegen für das grundlegende Prinzip, mit dem (insbesondere in den Massenmedien) verschiedene Spezialdiskurse (Wissenschaft, Ökonomie, Medizin usw.) und komplexe Sachverhalte mit einem Bild verknüpft werden können, das unmittelbar plausibel ist und vom Rezipienten automatisch verstanden wird. Die Katachrese sei daher kein Beispiel schlechten Stils, sondern grundlegendes Prinzip der Textproduktion. Dafür eignen sich insbesondere die Bildbereiche, die durch starke pragmatische Verankerung besonders eingängig sind: Schiffe, Automobile, Umweltkatastrophen, Organismen, Spielmetaphern usw. Die Wahl des Bildbereiches und das Phänomen, das damit ausgedrückt werden soll, verweisen zudem auf die grundlegende ideologische Position des Bildproduzenten – so werden ökonomische Prozesse oft durch Naturkatastrophen symbolisiert, um sie „natürlich“ erscheinen zu lassen.
Beispiele
- „Was Oskar Lafontaine und Gregor Gysi anbieten, ist noch mehr von der Medizin, mit der die überkontrollierte und vom Staat dirigierte deutsche Wirtschaft in den Graben gefahren wurde.“ (FAZ, 20. Juni 2005). Bildbereiche: Organismus (Medizin), Musik (dirigiert), Technik (in den Graben gefahren, konnotiert Auto und Straße).
- „Mit seinen hohen Lohnnebenkosten ist der Patient Deutschland in den Stürmen der Globalisierung vom Weg abgekommen. Wann wird er untergehen?“ Bildbereiche: Organismus (Patient), Natur (Stürme), Orientierung (Weg), Technik (Schiffbruch).
- „Ich verspreche dieser Regierung einen ‚Heißen Herbst‘, sie mögen (sic?) sich warm anziehen.“ (Claudia Roth, Politikerin, Tagesschau; 5. Februar 2010).